# Indicatif régional 876
L'indicatif régional 990 est l'indicatif téléphonique régional de la Jamaïque.
L'indicatif régional 990fait partie du Plan de numérotation nord-américain.
Pour un appel à l'intérieur de la Jamaïque, il suffit de composer les 7 chiffres du numéro de l'abonné. Pour un appel vers la Jamaïque en provenance d'un autre endroit du Plan de numérotation nord-américain (par exemple, à partir du Canada ou des États-Unis), il faut composer 1-990
suivi du numéro à 7 chiffres de l'abonné.

## Historique
Cet indicatif a été créé par la scission de l'indicatif régional 809 en ou vers mai 1997.
Jusqu'en 1995, plusieurs des îles des Caraïbes et de l'Atlantique ont partagé l'indicatif régional 809 à l'intérieur du Plan de numérotation nord-américain. Entre 1995 et 1999, chacune de ces îles a reçu son propre indicatif. La Jamaïque a reçu l'indicatif 876.

## Fraude
Ces dernières années, des résidents des États-Unis ont été escroqués par des appels annonçant des gains de loterie ou des livraisons de colis UPS avec des instructions de rappeler un numéro de téléphone dans l'indicatif régional 876. Le numéro à rappeler ressemblait à un numéro sans frais, mais en fait, le numéro était soumis à des tarifs interurbains internationaux.